# Moncef Marzouki
Moncef Marzouki (en árabe: المنصف المرزوقي‎), cuyo nombre completo es Al-Moncef ben Mohammed Bedoui Al-Marzouki (Grombalia, Túnez, 7 de julio de 1945) es un político, escritor y médico tunecino, presidente de la República desde el 13 de diciembre de 2011, tras ser elegido el día anterior por la Asamblea Constituyente, y hasta el 31 de diciembre de 2014. Hasta su llegada a la jefatura del Estado tunecino fue presidente del partido Congreso para la República (CPR) desde su fundación en 2001 hasta 2019 cuando comenzó a pertenecer a partido Al-Irada.
A pesar de que su elección fue indirecta, es considerado como el primer presidente del mundo árabe en llegar al poder por medio de un gobierno democráticamente electo (en este caso, la Asamblea Constituyente elegida en 2011), y entregar el poder a su sucesor constitucional, el cual fue elegido directamente.

## Biografía

### Primeros años
Cursó sus estudios secundarios en el Colegio Sadiki entre 1957 y 1961. Durante la independencia del país, los vaivenes de la política enviaron a su familia al exilio en Tánger, donde su padre, que era partidario de Salah Ben Youssef, enemigo declarado de Habib Burguiba, se había refugiado. Fue en Tánger donde completó sus estudios.
Ganador del premio general de Bachillerato del año 1963 desde el Liceo Francés de Tánger, recibió una beca universitaria para proseguir sus estudios en Francia, donde se gradúa en medicina por la Universidad de Estrasburgo en 1973, especializándose en medicina interna, neurología y salud pública. De 1981 a 2000 ejerció como profesor de medicina comunitaria en la Universidad de Sousse de Túnez.

### Activismo y actividad política inicial
A su regreso a Túnez en 1979, comenzó su compromiso en favor de los derechos humanos a partir de 1980, al entrar en la Liga tunecina de los derechos humanos. Es elegido en 1985 durante el tercer congreso miembro de su comité directivo y más tarde, en 1987, como vicepresidente de formación pública y formación de militantes. Es 1989 es elegido por unanimidad como presidente de la Liga.
Sin embargo, el 14 de junio de 1992, la organización es disuelta debido a su oposición a una nueva ley de asociaciones. Marzouki crea entonces, en 1993, el Comité national pour la défense des prisonniers d'opinion (Comité nacional para la defensa de los presos de opinión), que es declarada ilegal.
La Liga fue nuevamente legalizada en marzo de 1993, pero cayó en manos de los partidarios del régimen en lo que Marzouki describió como un "golpe de estado" dentro de la organización. Debido a distintas presiones, Marzouki anunció después del congreso de febrero de 1994, su decisión de no optar a ningún cargo en el seno de la organización, criticando los compromisos con el régimen.

## Lucha por la democracia
Decide presentar su candidatura a las elecciones presidenciales de 1994. Sin embargo, no consigue reunir el número de firmas necesarias para poder participar en las mismas y será incluso encarcelado y retirado su pasaporte.
De 1989 a 1997 es asimismo miembro del comité director de la Organización árabe de los derechos humanos con base en El Cairo y miembro activo de la sección tunecina de Amnistía Internacional. Es designado presidente de la comisión árabe de los derechos humanos entre 1996 y 2000, y portavoz del Conseil national pour les libertés en Tunisie (Consejo nacional para las libertades en Túnez), puesto que ejerció desde el 10 de diciembre de 1998 hasta el 16 de febrero de 2001.
Preside desde el 25 de julio de 2001 el Congreso para la República, partido que ha fundado y que no fue reconocido por las autoridades tunecinas hasta la Revolución tunecina. Defiende el estado de derecho, las libertades fundamentales y la igualdad de sexos, denunciando la miseria social y la desigualdad regional. De ideas izquierdistas, inició en 2003 un acercamiento con el Partido del Renacimiento, movimiento que él califica de «conservador con una connotación religiosa», con la firma de la Declaración de Túnez.
El 17 de enero de 2011 anunció su candidatura a las presidenciales, después de que el depuesto presidente Ben Ali se fugara. Marzouki regresó de su exilio al día siguiente. El 8 de marzo se anunció la legalización de su partido.
En las elecciones de la Asamblea constituyente del 23 de octubre de 2011, primera elecciones libres desde la independencia del país, su partido obtuevo el segundo puesto en número de escaños, detrás del partido islamista Ennahda. Durante la campaña, reafirmó la identidad arábigo-musulmana del país, acusando a sus adversarios de ser “la vieja izquierda francófona, totalmente desconectada de los verdaderos problemas del país”

## Presidencia

### Elección y juramentación

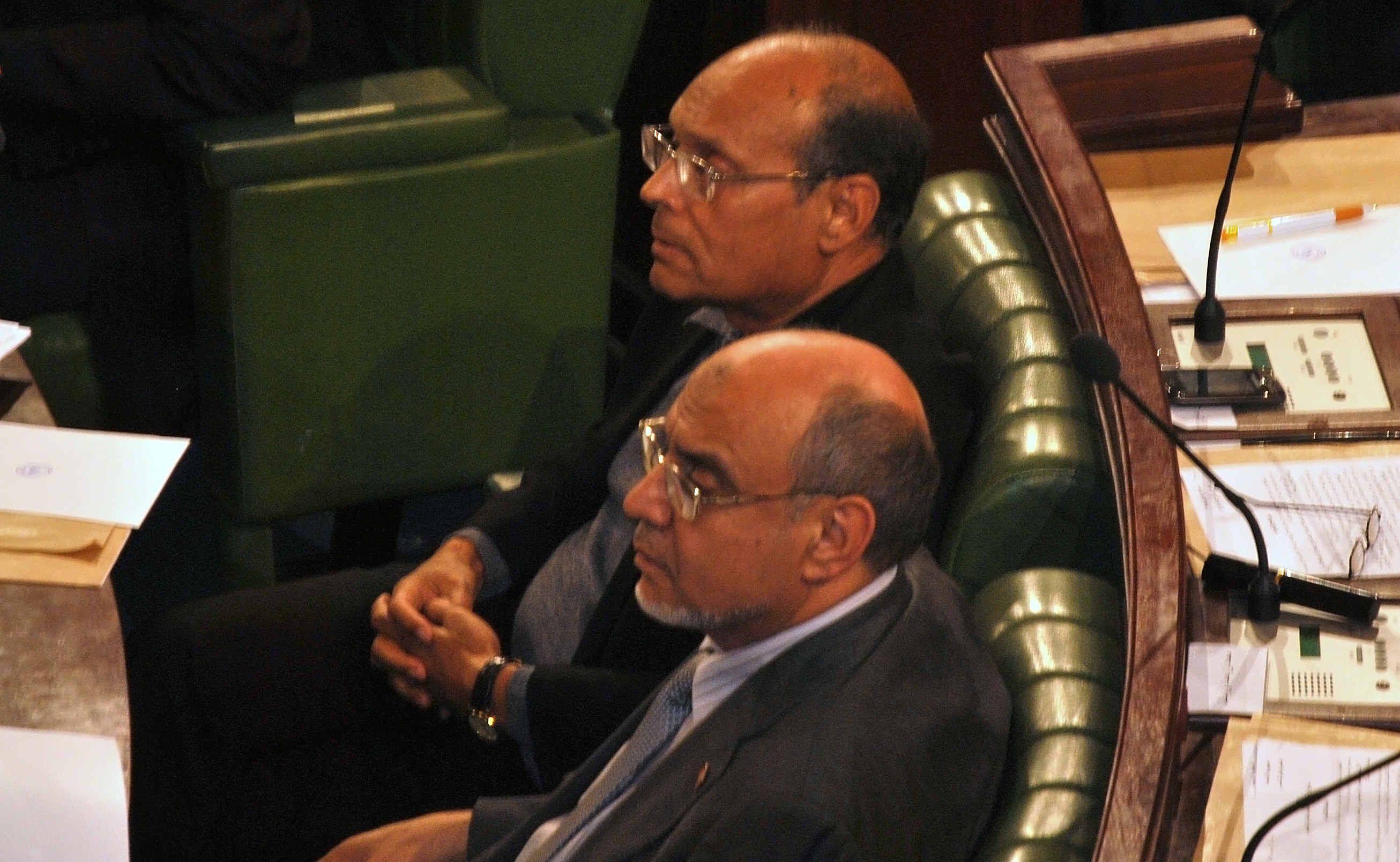
Marzouki junto a su primer ministro, Hamadi Jebali.

El 22 de noviembre de 2011 se anuncia su candidatura a la presidencia, dentro del marco del acuerdo tripartito entre el Partido del renacimiento, el Forum démocratique pour le travail et les libertés (Ettakatol) y el CPR. La elección sería realizada indirectamente por la Asamblea Constituyente, hasta que la nueva constitución estuviese lista y se pudiese llamar a unas nuevas elecciones presidenciales bajo el imperio de la misma. Fue elegido el día 12 con 153 votos a favor, tres en contra, dos abstenciones y 44 votos en blanco, sucediendo así al Presidente de la Cámara de Diputados Fouad Mebazaa, que ejercía interinamente desde la caída del régimen. Los votos en blanco se debieron a que varios miembros de la Asamblea consideraban la medida como antidemocrática o inconstitucional. Fue juramentado al día siguiente, después de una ceremonia oficial en el palacio presidencial de Cartago, donde fue recibido por el presidente saliente. Dimitió el mismo día de la presidencia de su partido, conforme a la ley provisional de los poderes públicos, que impedía que el jefe de Estado liderara también su partido político, y cedió la presidencia del mismo a Abderraouf Ayadi.
El 14 de diciembre, un día después de ser juramentado en el cargo, nombró Primer ministro de Túnez al islamista moderado Hamadi Jebali, del Movimiento Enahda, que era el partido con mayor representación en la Asamblea Constituyente, el cual formó su gobierno el 20 de diciembre. Esto dio lugar a una cohabitación, al ser las dos cabezas del ejecutivo provenientes de diferentes partidos.

### Política interior

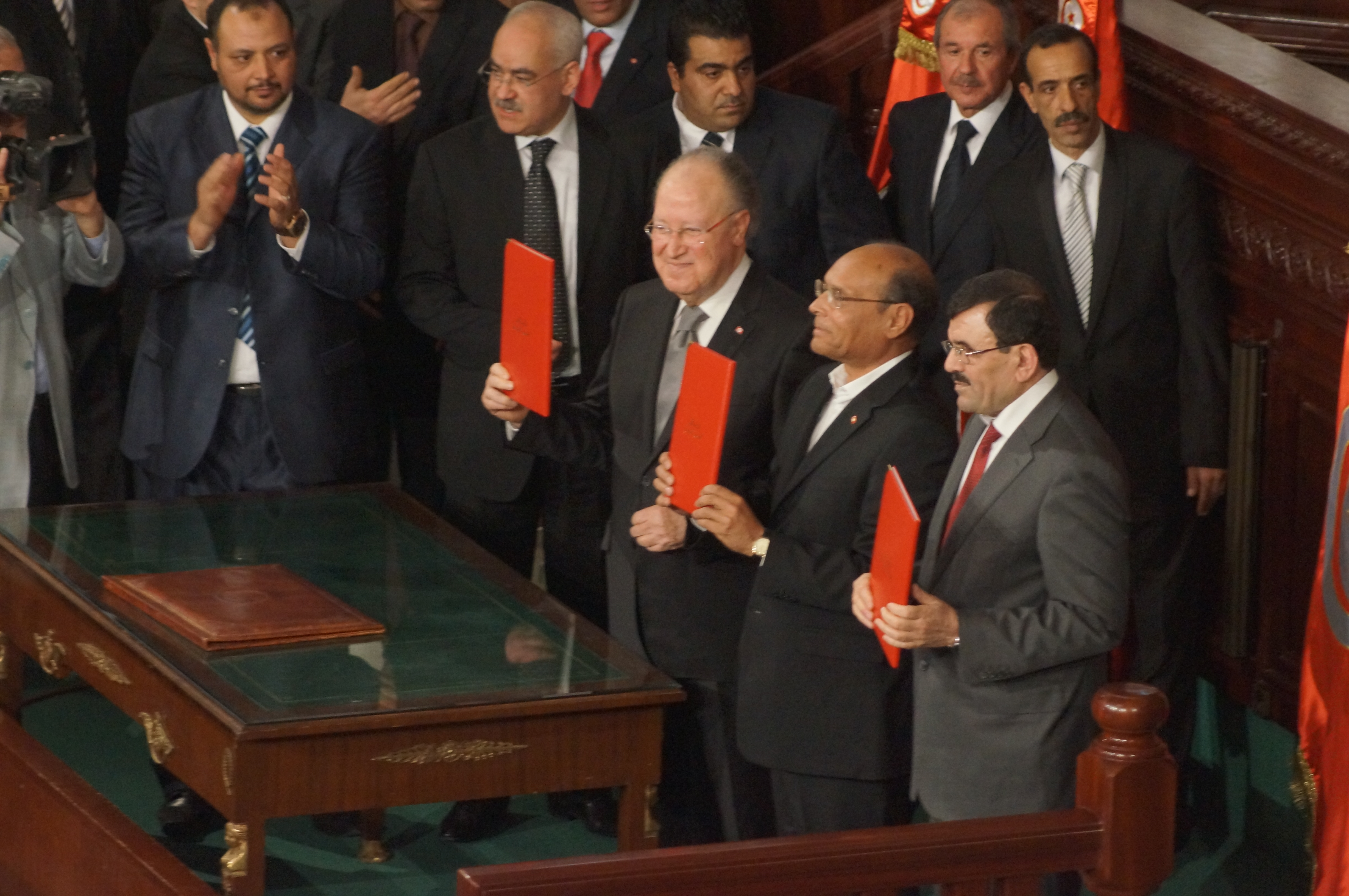
Marzouki durante la firma de la nueva Constitución Tunecina, el 27 de enero de 2014.

El 16 de diciembre, Marzouki anunció que el gobierno subastaría los palacios presidenciales construidos durante el régimen de Ben Ali, quedando el Palacio de la República de Cartago como residencia presidencial oficial, y que los ingresos obtenidos serían utilizados para la promoción del sector público y la generación de nuevos empleos. También anunció el regreso de las piezas arqueológicas encontradas en el palacio presidencial de Cartago a los museos nacionales. El 25 de julio de 2012, indultó a 1300 presos en conmemoración de la conversión de Túnez en república.
El 3 de mayo de 2012, Nabil Karoui, propietario de Nessma TV y otras dos personas fueron condenadas por "blasfemia" y "alteración del orden público". Los cargos provenían de la decisión de la compañía de transmitir una versión doblada de la película franco-iraní de 2007, Persépolis, que incluye varias representaciones visuales de Dios. Karoui fue multado con 2.400 dinares por la emisión, mientras que el director de programación de la estación y el presidente de la organización de mujeres que proporcionó el doblaje de la película fueron multados con 1.200 dinares. Marzouki criticó el veredicto, alegando que era "una mala imagen para el país. Ahora cuando la gente del mundo hable de Túnez, ya no importará su transición, simplemente van a estar hablando de esto".
El 25 de marzo de 2013 se vio envuelto en una polémica cuando, durante una entrevista concedida a Al Jazeera, declaró que si sus oponentes intentaban recuperar el poder, enfrentarían "una segunda revolución" que sería "peor que la anterior", lo que le granjeó graves críticas por parte de la prensa y hasta un intentó de moción de censura por parte de la Asamblea Constituyente, en la que su partido era minoritario. La moción finalmente fracasó para mantener el orden durante la transición. Como presidente, Marzouki jugó un papel fundamental en la formación de la Comisión de la Verdad y la Dignidad en 2014, como una parte clave en el proceso de reconciliación nacional.
En marzo de ese mismo año, Marzouki puso fin al estado de emergencia que Ben Ali había declarado en enero de 2011, antes de su derrocamiento, y un jefe militar de alto rango dijo que los soldados estacionados en algunas de las zonas más sensibles del país volverían a sus cuarteles. El decreto del presidente Marzouki dijo que el estado de emergencia ordenada en enero de 2011 se levantaba en todo el país inmediatamente. A pesar de que la legitimidad de dicha ley de emergencia era cuestionada junto con el régimen de Ben Ali, sí se mantuvo de jure durante la transición.
En abril de 2014, Marzouki cortó el pago en dos tercios, citando la necesidad del Estado de tener un nuevo modelo para hacer frente a la situación de deterioro financiero.

### Política exterior

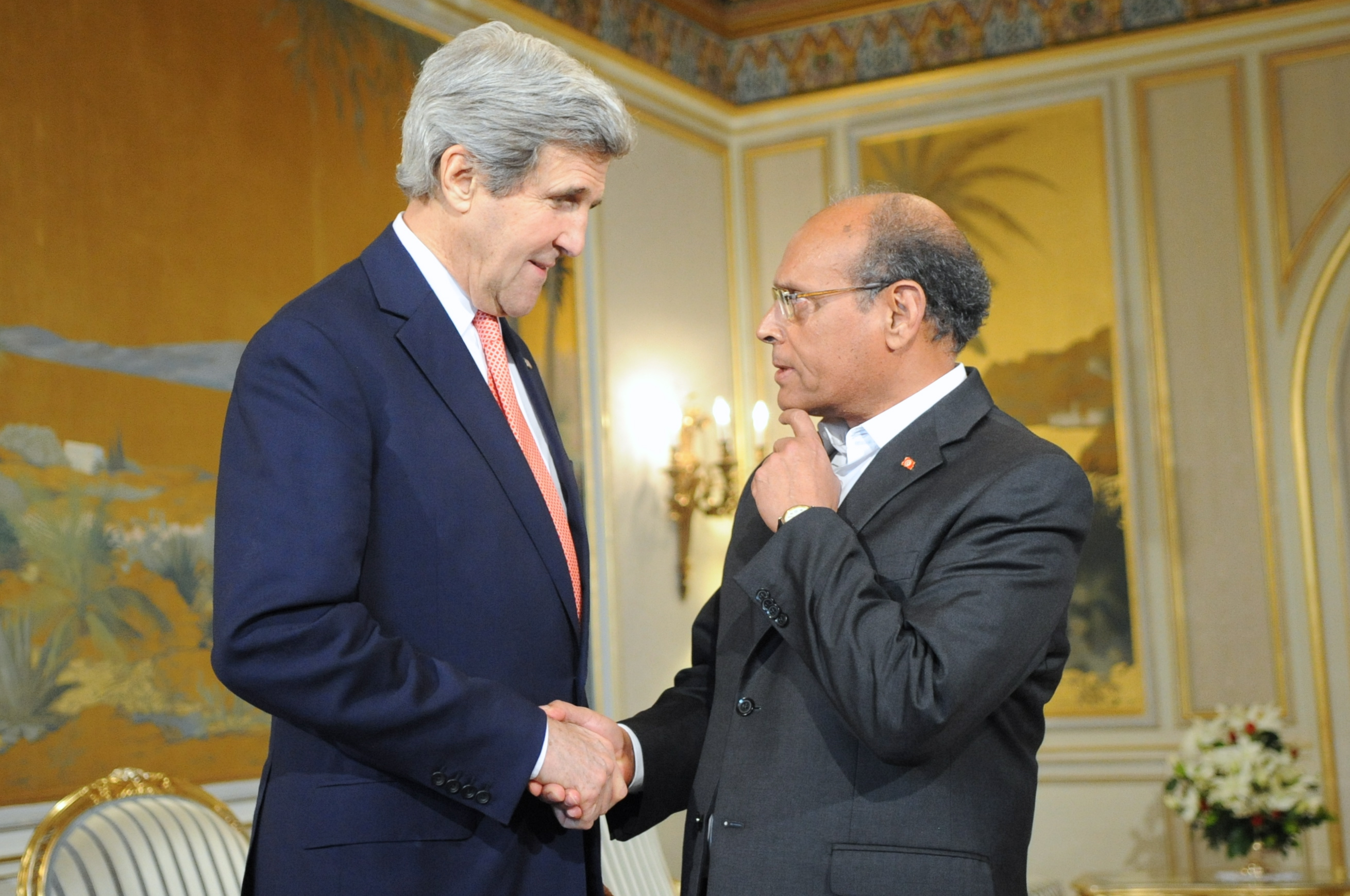
Marzouki junto a John Kerry en 2014.

Su primer viaje presidencial al extranjero fue el 2 de enero de 2012, a Libia, para reunirse con Mustafa Abdul Jalil, donde se mostró dispuesto a extraditar a Baghdadi Mahmudi, el último líder del gobierno libio detenido en Túnez tras la caída del líder revolucionario Muamar el Gadafi, poniendo como única condición la garantía de que Mahmudi recibiría un juicio justo dentro del marco legal. El 4 de febrero, cortó relaciones diplomáticas con la Siria de Bashar al-Ásad, en plena guerra civil, tras el bombardeo a la ciudad de Homs, en manos rebeldes. Posteriormente, comenzó una gira por el Norte de África empezando por Marruecos, donde permaneció tres días y se reunió con el Rey Mohámmed IV, a continuación, estuvo en Mauritania y Argelia, con el objetivo de reactivar la paralizada Unión del Magreb Árabe.
El 24 de junio, la extradición de Baghdadi Mahmudi se hizo efectiva por orden unilateral del primer ministro Jebali, en calidad de jefe de Gobierno, sin haberlo consultado con Marzouki, lo que desató una crisis entre las dos cabezas del Poder Ejecutivo. Tal crisis fue un duro golpe para la administración de Marzouki, el cual había afirmado que entregaría a Mahmudi después de que la situación en Libia se normalizara y hubiera un gobierno democráticamente electo en el país. La opinión pública de su gobierno decayó al ser visto como "débil", y se considera que tal incidente fue un aliciente para su derrota en las elecciones presidenciales.

### Transición democrática
Tras la entrada en vigor de la nueva constitución, que había sido retrasada varios meses, se anunció la fecha de las primeras elecciones presidenciales libres en la historia del país: el 23 de noviembre de 2014. Marzouki anunció el 20 de septiembre que se presentaría a la reelección para un mandato completo. Durante la campaña, el hasta entonces gobernante Movimiento Ennahda (que no había presentado ningún candidato), se negó a apoyar a ningún candidato presidencial. Los partidos El Binaa El Watany, la Corriente Democrática, el Partido de la Reforma, Binaa magrebí, el Movimiento Nacional por la Justicia y el Desarrollo, y el Congreso para la República declararon su apoyo a Marzouki. El partido Afek Tounes se declaró en favor de Béji Caïd Essebsi. El partido Al-Aman respaldó la candidatura de Ahmed Nejib Chebbi. El partido Tounes Baytouna expresó más tarde su apoyo a la campaña de Marzouki.
Los resultados de la elección dejaban a Essebsi en primer lugar con el 39% de los votos, mientras que Marzouki obtuvo el 33%. Hamma Hammami quedó en tercer lugar con un distante 8%. Essebsi era el principal candidato en la mayoría de las gobernaciones en el norte de Túnez, mientras que Marzouki recibió el mayor número de votos en gobernaciones del sur de Túnez. Hammami ganó una pluralidad de los votos en la Gobernación de Siliana, mientras que Mohammed Hamdi ganó en Sidi Bouzid. Debido a que ninguno de los candidatos había obtenido mayoría absoluta, se debía realizar una segunda vuelta entre Essebsi y Marzouki.
Una vez celebrado el balotaje el 21 de diciembre, Essebsi se adjudicó la victoria en televisión local, afirmando que era una victoria para "los mártires de Túnez". Al día siguiente, los resultados finales demostraron que Essebsi había derrotado a Marzouki con el 55.68% de los votos, a pesar de las reclamaciones iniciales del portavoz de Marzouki de que la adjudicación temprana de la victoria por parte de Essebsi "carecía de fundamento". Marzouki declaró que la reclamación de Essebsi previa a la revelación de los resultados era "una postura antidemocrática", pero tras conocerse los resultados oficiales, envió felicitaciones a Essebsi en la página de su campaña en Facebook. La Associated Press dijo que la elección fue libre y justa con una participación del 60%, algo inferior que en la primera vuelta.
El 31 de diciembre de 2014, Marzouki se convirtió en el primer presidente tunecino en entregar el poder a su sucesor democráticamente electo, durante una ceremonia en el edificio del Congreso Popular de Túnez.

## Pospresidencia
Tras el final de su mandato, Marzouki anunció la fundación del Movimiento de la Voluntad Tunecina, una organización que, según él, tendría como objetivo prevenir el regreso de una "dictadura" al país. Su primer congreso fue realizado el 14 de enero, el cuarto aniversario de la huida de Ben Ali, y el segundo el 20 de marzo.
Según Marzouki, la victoria del partido Nidaa Tounes se debió a los errores de la autoridad cometidos durante la transición, período durante el cual fue presidente. Esto habría provocado el retorno del antiguo régimen a los "mecanismos de la tiranía y de la cultura, incluyendo la información falsa, el dinero político y la explotación de la situación social y la seguridad en la problemática hostil en el contexto internacional y regional de las revoluciones de la Primavera Árabe". Por eso, su objetivo sería evitar el retorno del antiguo régimen y la desinformación de la sociedad, extendiendo los objetivos logrados por la revolución tunecina. Sus primeras manifestaciones políticas ocurrieron entre el 20 y el 22 de febrero de 2015.
El 25 de junio de 2015, Marzouki participó en la Flotilla de la Libertad III con rumbo a Gaza, Palestina. El 29 de junio, durante su aproximación a las aguas territoriales palestinas, pero aún en aguas internacionales, la flotilla fue interceptada por el ejército israelí, que los obligó a dirigirse al puerto de Ashdod, donde fueron entrevistados. Marzouki fue recibido por una delegación del Ministerio de Relaciones Exteriores de Israel, pero rechazó tajantemente reunirse con ellos. El 30 de junio, Marzouki fue deportado a París, y el 1 de julio volvió a Túnez, donde una multitud se congregó para recibirlo.
El 17 de febrero de 2017, anunció que volvería a presentarse para la presidencia en 2019.
En noviembre de 2021, Moncef Marzouki fue objeto de una orden de arresto internacional por poner en peligro la seguridad del Estado. Fue condenado a cuatro años de prisión después de pedir a Francia que ponga fin a su apoyo a Kais Saied en una manifestación en París.
En febrero de 2024, Markouzi fue sentenciado a ocho años de prisión después de que la corte tunecina lo hallara culpable de 'provocar desorden' e 'incitar a la gente a las armas'.

## Publicaciones
Escritor bilingüe, ha publicado dieciséis libros en árabe y cuatro en francés, tratando sobre medicina comunitaria, de ética médica, de los derechos humanos y del problema de la democratización en los países árabigo-musulmanes.